# Alexandru-Răzvan Cuc
Alexandru-Răzvan Cuc (ur. 4 grudnia 1983) – rumuński polityk, samorządowiec i menedżer, parlamentarzysta, w 2017 i 2019 minister transportu.

## Życiorys
Jego ojciec był dyplomatą i ambasadorem Rumunii w Brazylii. W 2008 obronił magisterium z ekonomii na Universitatea Româno-Americană, a w 2012 uzyskał licencjat z prawa na Universitatea Hyperion din București. Odbył staże zagraniczne w Wielkiej Brytanii i Stanach Zjednoczonych, w 2008 rozpoczął (ostatecznie nieukończone) studia doktoranckie na Academia Română. Pracował jako ekspert w ministerstwach związanych z ekonomią, później jako menedżer i dyrektor wykonawczy w przedsiębiorstwach.
W 2012 zaangażował się w działalność polityczną w ramach Partii Ludowej – Dan Diaconescu, został jej pierwszym wiceprzewodniczącym. W 2014 przeszedł do Partii Socjaldemokratycznej, objął funkcję jej regionalnego sekretarza. W latach 2012–2015 wykonywał mandat radnego okręgu Giurgiu, następnie od listopada 2015 do maja 2016 pozostawał sekretarzem stanu w resorcie transportu. Następnie przez kilka miesięcy pracował jako doradca prezydenta kraju oraz urzędnik w okręgu Giurgiu. W 2016 wybrano go do Izby Deputowanych.
Od stycznia do października 2017 zajmował stanowisko ministra transportu w rządach Sorina Grindeanu oraz Mihaia Tudosego, zrezygnował z niego po otwartym konflikcie z premierem. Ponownie funkcję tę pełnił od lutego do listopada 2019 w gabinecie Vioriki Dăncili (jego nominacja nastąpiła po odrzuceniu kilku innych kandydatur przez prezydenta). W 2020 ubiegał się o stanowisko burmistrza Piatra Neamț, zajmując trzecie miejsce (wcześniej w wyniku wewnątrzpartyjnego konfliktu zrezygnował z kierowania strukturami PSD w Giurgiu i związał się z oddziałem partii w okręgu Neamț). W tym samym roku z ramienia socjaldemokratów został wybrany do Senatu.

## Życie prywatne
Jest rozwiedziony, zawarł związek małżeński z Ramoną.